# جيم سميث (لاعب كرة قدم أمريكية أمريكي)
جيم سميث (بالإنجليزية: Jim Smith)‏ هو لاعب كرة قدم أمريكية أمريكي، ولد في 20 يوليو 1955 في هارفي في الولايات المتحدة.

## وصلات خارجية
- جيم سميث على موقع مرجع كرة القدم المحترفة.كوم (الإنجليزية)